# Laniisoma buckleyi
El lanisoma andino (en Ecuador) (Laniisoma buckleyi), también denominado plañidero elegante (en Perú), cotinga amarilla (en Colombia) o cotinguita pirarí (en Venezuela), es una especie de ave paseriforme de la  familia Tityridae una de las dos pertenecientes al género Laniisoma. Es nativa de regiones andinas del noroeste y oeste de América del Sur.

## Distribución y hábitat
Se distribuye de forma local y fragmentada en los contrafuertes orientales de los Andes desde el oeste de Venezuela, por Colombia, Ecuador, Perú, hasta el norte de Bolivia.
Esta especie es considerada rara y local en sus hábitats naturales; los bosques húmedos tropicales y subtropicales montanos bajos y de estribaciones, entre 400 y 1800 m de altitud, aunque registrada a 200 m de altitud en Venezuela. Se desconoce por qué no se extiende más ampliamente en las tierras bajas, pero su estrecho rango en la base oriental de los Andes puede estar relacionado con migraciones sazonales para mayores altitudes, tal vez para reproducir.

## Sistemática

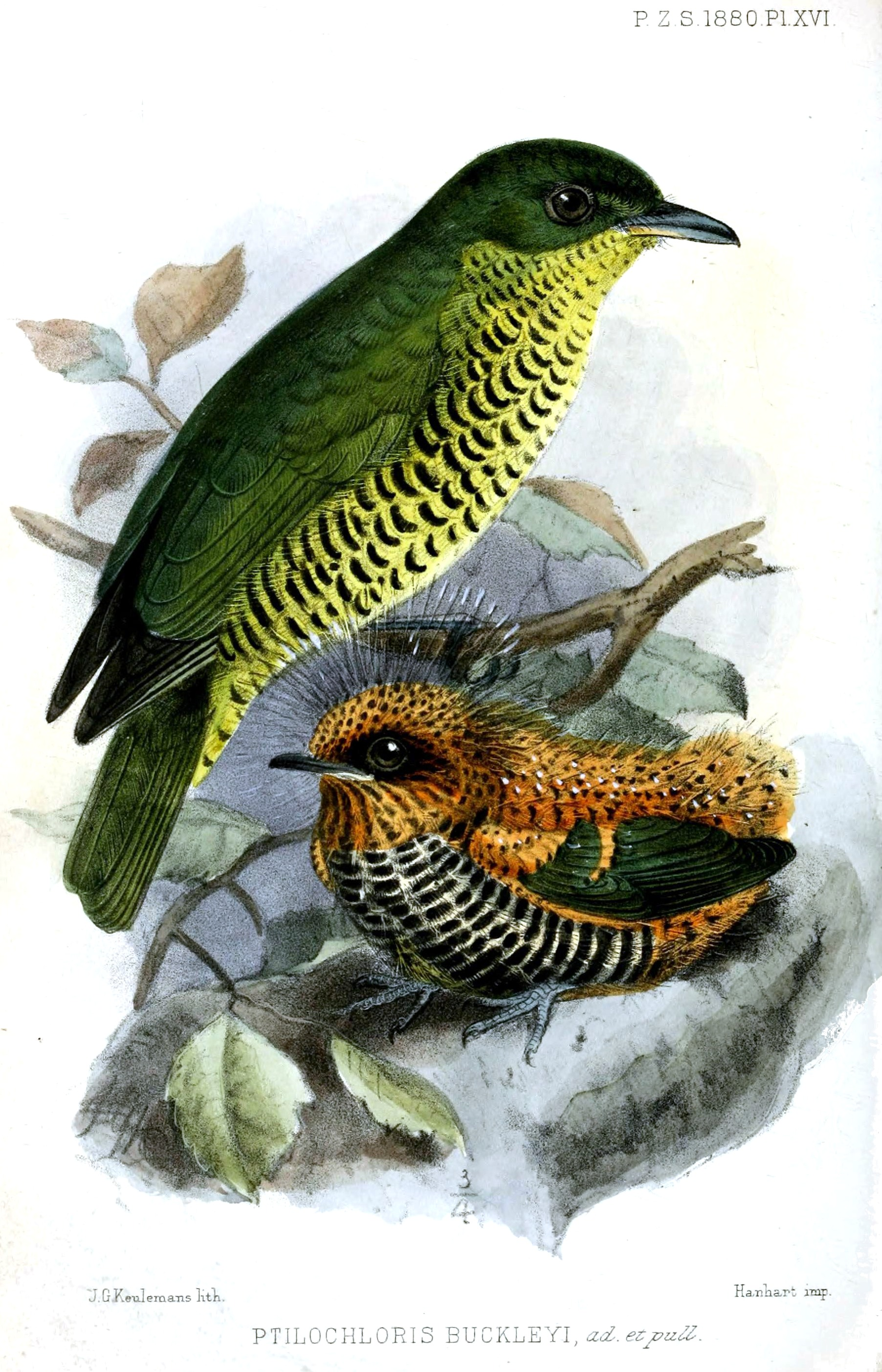
Laniisoma elegans buckleyi; ilustración de Keulemans, para Proceedings of the Zoological Society of London, 1880.

### Descripción original
La especie L. buckleyi fue descrita por primera vez por los zoólogos británicos Philip Lutley Sclater y Osbert Salvin en 1880 bajo el nombre científico Ptilochloris buckleyi; la localidad tipo es «Pindo, Pastaza, Ecuador».

### Etimología
El nombre genérico neutro «Laniisoma» es una combinación del género Lanius y de la palabra del griego «sōma, sōmatos» que significa ‘cuerpo’; y el nombre de la especie «buckleyi», conmemora al colector británico en Bolivia y Ecuador Clarence Buckley.

### Taxonomía
A pesar de ser tratadas anteriorment como subespecies del lanisoma elegante (Laniisoma elegans) por algunas clasificaciones, Aves del Mundo (HBW) y Birdlife International (BLI) consideran al grupo de subespecies andinas L. buckleyi (incluyendo venezuelense,  y cadwaladeri) como una especie separada, siguiendo a Ridgely & Greenfield (2001) e Hilty (2003), con base en diferencias morfológicas, principalmente de plumaje, y vocalización. Lo que fue también adoptado más recientemente por el Congreso Ornitológico Internacional (IOC) y Clements checklist/eBird.
Las principales diferencias apuntadas por HBW para justificar la separación son: el pecho del macho todo amarillo y no con escamas negras formando una banda distintiva; en la hembra, la falta de negro en la gorra, de forma que la corona aparece casi del mismo color de las partes superiores; el canto, a pesar de ser fundamentalmente similar, tiene menos notas por estrofa y más largas, mostrando menos profundidad en la frecuencia y con una gama de frecuencias más estrecha de notas singulares.
Según revisiones recientes, las subespecies propuestas venezuelense y cadwaladeri serían indistinguibles de buckleyi y, por lo tanto, la presente especie sería monotípica.

### Subespecies
Según las clasificaciones del IOC y Clements/eBird se reconocen tres subespecies, con su correspondiente distribución geográfica:
- Laniisoma elegans venezuelense Phelps, Sr & Gilliard, 1941 - contrafuertes de los Andes orientales en el oeste de Venezuela (Táchira, Barinas) y Colombia (Boyacá).
- Laniisoma elegans buckleyi (P.L. Sclater & Salvin, 1880) - contrafuertes de los Andes en Ecuador y Perú.
- Laniisoma elegans cadwaladeri Carriker, 1935 - contrafuertes de los Andes en el norte de Bolivia (La Paz).